# Bibi Nyström
Bibi Nyström, egentligen Birgitta Eleonora Maria Nyström, född 11 november 1925 i Kungsholms församling i Stockholm, död 17 juli 2010, var en svensk sångare och skådespelare samt skivbolagsägare av  Roulette, verksam under 1950-talet. 
Hon slog igenom med schlagern Jag kom till ditt bröllop 1954 och släppte under sin karriär närmare 30 78:or/singlar och elva EP-skivor. 1954 medverkade hon även i filmerna Skrattbomben och Hjälpsamma herrn. Nyström flyttade senare till Italien och ägnade sig åt måleri. 

## Filmografi
- 1954 – Skrattbomben
- 1954 – Hjälpsamma herrn

## Diskografi i urval
- Oh, mon papá (O Mein Papa), med Carl-Henrik Norins orkester
- Bela Bimba med Carl-Eric Thambert och Carl-Henric Norins orkester
- Bröllopet i sandlådan, med Sune Waldimirs orkester
- Den största kärleken, med Arvid Sundins orkester
- Ge mig en liten kyss (Gimme a little kiss), med Stig Holm orkester